# ジャスティン・ホール
ジャスティン・ホール（英語: Justin Hall、1974年12月16日 - ）は、アメリカ合衆国・イリノイ州シカゴ生まれのアメリカ人ジャーナリスト、及び、起業家であり、先駆的ブロガーとしてもっとも有名である。

## 略歴
ホールはシカゴで生まれ、1993年にフランシス・W・パーカー高校を卒業。1994年、スワースモア大学の学生だった時、ジャスティンは、初期のウェブガイドの一つとなった、ウェブ形式の日記、ジャスティンのアンダーグラウンドからのリンクを始めた。 時がたつにつれて、当サイトはホールの生活の詳細に焦点をあてた物となった。
2004年12月、ニューヨーク・タイムズ・マガジンは、彼のことを「個人ブログの発明者」と呼んだ。
1994年大学を休学中、ホールはワイヤード誌内で発足した、最初の商業ウェブマガジン「ホットワイヤード」に加わった。 そこで彼は、批評家、作家、そして教師でもあるハワード・ラインゴールドと、長期パートナーシップを結ぶ。 のちに、ホールはフリーランスジャーナリストになり、ビデオゲーム、モバイル技術、インターネット文化などの記事を扱うようになる。彼は2002年に、初めてのインディー・ゲーム・ジャムを録音する。 2001年後半から2003年にかけて、ホールは日本、主に東京都、秋田に拠点を置き、ガイドブック、ジャスト・イン・トウキョウを執筆する。
2007年に、ホールは南カリフォルニア大学インタラクティブ・メディア学部で美術修士号を取得する。彼の論文のプロジェクトは、ウェブサーフィングをマルチプレーヤーゲーム、PMOG（ Passively Multiplayer Online Gameの略）にすることを試みたものだった。ホールは、ゲームレイヤーズ社のCEOとなり、そこで＄200万の資金を調達し、PMOGをファイヤフォックスのツールバー用MMO(多人数参加型オンラインゲーム)、Nethernetに変えた。 最初の投資家は伊藤穰一。Nethernetは利益を出すことに失敗したため、ゲームレイヤーズ社は倒産した。Nethernetのサーバーと、クライアントソフトはオープンソースとしてリリースされ 、ホールは「ゲームレイヤーズの物語。私たちの事業プロセスをオープンソースにしたこと。」を出版した。
現在、ホールはカリフォルニア州サンフランシスコ市に住んでいる。サンフランシスコに移り住んでから、彼は ngmoco:)'のタッチペットシリーズのプロデュースを手掛け、それからngmoco:)'sの文化コミュニケーション部門のディレクターを務める。 ngmoco:)'sの親会社、DeNAでリクルーターとして働いたのち、ホールは2013年中旬に同社を退職。2015年、自己プロデュースの短編ドキュメンタリー、  Overshare: the Links.net Story をリリース。中で、「非常に個人的なブログ」を扱っている。  今日ホールは、東京に本拠地を持つ投資会社、デジタルガレージの子会社でインキュベーションセンター兼コーワーキング・イベントスペース「DG717」のコミュニティマネージャーを務めている。

## 主な作品
- プレイング・ア・ライフ・オンライン Playing a Life Online - 2006年3月11日録音(アメリカ合衆国テキサス州オースティンのサウス・バイ・サウスウェストで行われたスピーチ）
- ファンタジー・ライフ・オブ・コーダー・ボーイズ "The Fantasy Life of Coder Boys", 2003年4月、Wired誌
- ウェア・ザ・ギークス・アー "Where the Geeks Are", 1999年8月19日、ローリングストーンズ誌
- ツデーズ・ビジョンズ・オブ・ザ・サイエンス・オブ・ツモロー "Today's Visions of the Science of Tomorrow", 2003年1月4日、ニューヨークタイムズ誌op-ed
- ザ・ゲーミング・ウォーズ "The Gaming Wars", 2001年5月18日、Salon.com（E-3の見直し）
- ハイヤ・ジス・ボーイ・ツー・プレイ・ヨー・ビデオ・ゲームズ "Hire This Boy To Play Your Video Games", 2000年10月12日、ローリングストーンズ誌
- ジャスト・イン・トウキョウ Just In Tokyo, 2002年, Garrett County 出版. ISBN 978-1-891053-50-4

### 寄稿
- J・ゴールドシュタインとJ・ラエッセンス、 Handbook of Computer Game Studies, MIT プレス, 2005年: "Future of Games: Mobile Gaming"の章
- T. フラートンと C. スワイン, Game Design Workshop, CMP ブックス, 2004年: "The Indie Game Jam."のサイドバーと章
- V. バーンハム, Supercade: A Visual History of the Videogame Age, MIT プレス, 2001年、 Essays on the Apple ][, Burger Time and Spy Hunter.

### 映画
- ホールはドキュメンタリー映画、ホームページ Home Pageに出演。[11]
- 映画「ブラッド」では、ヌードで出演[12]
- ホールは、SF映画「ラジオ・フリー・スティーブ」Radio Free Steveに出演。[13]

## 更なる読み物
- ジャスティン・ホール、受動的マルチプルプレーヤー・オンライン・ゲーム。International Journal of Communication, 2006年11月16日
- Yahoo Internet Life誌, 2001年5月, 「フー・レット・ザ・ブロッグス・アウト？」"Who let the Blogs out?"
- ジェフリー・ローゼン、「ヨー・ブロッグ・オア・マイン？」 Your Blog or Mine? ニューヨークタイムズ誌、2004年12月19日。
- スコット・ローゼンバーグ, 「セイ・エブリシング：ハウ・ブロッギング・ビギャン、ホワット・イッツ・ビカミング・アンド・ホワイ・イット・マターズ、」,ニューヨーク：クラウン出版社、2009年 ISBN 978-0-307-45136-1